# Mariana Allsopp González-Manrique
Marianne de la Très Sainte-Trinité, de son nom de naissance, Mariana Allsopp González-Manrique (Tepic, novembre 1854-Madrid, 15 mars 1933) a été une religieuse catholique mexicaine cofondatrice, avec le prêtre François d’Assise Méndez Casariego, de l’Institut des Sœurs de la Très Sainte Trinité.

## Biographie

### Famille et enfance
Marianne Allsopp est née à Tepic, au Mexique, d'un père anglais et d'une mère espagnole, et vécu au sein d’une famille aisée. Son père travaillait dans le monde diplomatique. Elle perd sa mère en 1862, alors qu'elle n'a que 8 ans. Avec ses quatre frères, elle est placée sous la garde d'une nourrice, jusqu'à ce que son son père, en 1864, décide de les envoyer en Espagne et les confie à la famille maternelle de Marianne.
Pendant son enfance Marianne est inscrite et instruite au collège de Sainte Elisabeth-La Royale où elle a connu un environnement courtois. Malgré cela, dès sa tendre enfance, Marianne ressent déjà la vocation pour les œuvres de charité en faveur des plus nécessiteux, et aime beaucoup lire des livres de piété. Cela fait naître en elle le désir d'une consécration plus profonde à Dieu.

### Rencontre avec le vénérable François d’Assise Méndez
En 1882, elle rencontre le vénérable François d’Assise Méndez Casariego, chanoine de Madrid. Celui-ci envisage, parmi tant d’autres objectifs, la fondation d'une communauté religieuse féminine afin d’accueillir les "jeunes égarées". Marianne s’est rendu compte que c'est effectivement la vocation par laquelle elle se sent attirée. Ensemble, ils ont conçu un projet qui s'est concrétisé le 2 février 1885, au sein de l'église de l'Incarnation, ainsi que l'Institut des Sœurs de la Sainte Trinité lui-même, dont les statuts ont été approuvés par l'évêque de Madrid en 1888.
La mission primordiale de l’Institut, et à laquelle Marianne s'est entièrement consacrée, est la protection des femmes qui faisaient l'objet des réseaux de prostitution. Elle les aide à s'échapper et les accueillent dans leurs propres maisons, où leurs portes sont toujours ouvertes, de telle manière que qui que ce soit qui voudrait s'y réfugier n’y rencontre aucun obstacle. Action louée et citée par le Pape François dans son message au Ministre Général des Trinitaires du 17 décembre 2013: C'est en effet l'intérêt du Christ, et de ce fait les maisons de votre Famille religieuse ont les «portes toujours ouvertes» permettant l’accueil fraternel (Directoire primitif des Sœurs Trinitaires 2, cf. Evangelii Gaudium, 46).

### Consolidation et expansion de l'Institut
La première maison de la fondation fut celle de la rue Obelisco, dans les périphéries de Madrid; un atelier de repassage, de couture et de broderie est installé pour servir d’occupations de leurs jeunes. Très vite, en raison du nombre de celles qui en sont attirées, la maison est déjà devenue trop petite. Malgré les difficultés que les sœurs doivent endurer à cause des murmures et hostilités des voisins, n’étant pas d'accord avec leur mode de vie, Marianne et ses premières compagnes prennent l'habit le 18 mars 1888. Depuis ce moment-là, elle est connue sous le nom de Sœur Marianne de la Sainte Trinité.
Le 26 mars 1907, avec soixante-treize Sœurs Trinitaires, Marianne émit sa profession perpétuelle. Ainsi, une profusion de nouvelles fondations prend jour jusqu’à pousser les sœurs à aller au-delà de l'océan Atlantic pour rejoindre l'Argentine et le Mexique, terre natale de la cofondatrice. Lors de la recrudescence des mouvements antireligieux, qui s'est d'abord produit au Mexique puis en Espagne, la religieuse soutient et encourage ses enfants spirituels, par le biais des correspondances, à ne jamais renoncer aux travaux pour lesquels elles se sont consacrées.

### Décès
En la date du 15 mars 1933, de retour d’un travail ardu de fondations de nouvelles maisons et d’animation de ses sœurs, la Mère Marianne s’éteint. Sa dépouille repose avec celle du vénérable François d’Assise Méndez, dans la chapelle de la maison mère de la Congrégation.

## Procès de beatificación
L’ouverture du procès diocésain de béatification a lieu en 1998, et est conclu en l’an 2000. Actuellement, la procédure est déjà dans les mains du Saint Siège. Elle a été déclarée Vénérable par le pape François le 21 mai 2022.